# Paradidactylia variolosus
Paradidactylia variolosus är en skalbaggsart som beskrevs av Clement 1958. Paradidactylia variolosus ingår i släktet Paradidactylia och familjen Aphodiidae. Inga underarter finns listade i Catalogue of Life.